# AC Thiene
ACD Thiene (wł. Associazione Sportiva Dilettantistica Thiene) – włoski klub piłkarski, mający siedzibę w mieście Thiene, w północno-wschodniej części kraju, grający od sezonu 2017/18 w rozgrywkach Seconda Categoria Veneto.

## Historia
Chronologia nazw:
- 1908: Associazione Calcio Thiene
- 1997: Associazione Calcio Thienevaldagno – po fuzji z AC Valdagno
- 2004: Associazione Calcio Gan Thiene-Villaverla – po fuzji z Gan Villaverla
- 2008: Associazione Calcio Dilettantistica Calcio Thiene
- 2012: klub rozwiązano – po fuzji z Marano i Schio, tworząc Alto Vicentino
- 2012: Associazione Calcio Dilettantistica Thiene Calcio 1908
- 2018: Associazione Calcio Dilettantistica Thiene

Klub sportowy AC Thiene został założony w miejscowości Thiene w 1908 roku. Początkowo zespół występował w lokalnych turniejach towarzyskich. W sezonie 1920/21 zespół debiutował w rozgrywkach Seconda Categoria Veneto (D2). Przed rozpoczęciem sezonu 1922/23 ze względu na kompromis Colombo dotyczący restrukturyzacji mistrzostw, klub został zakwalifikowany do rozgrywek Terza Divisione Veneto. W 1927 zdobył awans do Seconda Divisione, a w 1928 do Prima Divisione (D2). W sezonie 1929/30 po podziale najwyższej dywizji na Serie A i Serie B poziom Prima Divisione został zdegradowany do trzeciego stopnia. W 1934 zespół spadł do Seconda Divisione Veneto, ale po roku wrócił do Prima Divisione, która po wprowadzeniu Serie C w 1935 pozostała na poziomie czwartym. Podczas trwania sezonu 1935/36 klub wycofał się z rozgrywek Prima Divisione i następnie przez dwa lata nie uczestniczył w żadnych mistrzostwach. W 1938 zespół ponownie startował w Prima Divisione Veneto.
Po kolejnym przymusowym zawieszeniu mistrzostw spowodowanych przez II wojnę światową, w 1945 roku klub został zakwalifikowany do Serie C Alta Italia. W 1948 roku w wyniku reorganizacji systemu lig został zdegradowany do Promozione (D4), która w 1952 roku przyjęła nazwę IV Serie. W 1956 spadł do piątej dywizji, zwanej Promozione, a potem Campionato Dilettanti Veneto i Prima Categoria Veneto. W 1964 zespół został zdegradowany do Seconda Categoria Veneto, jednak w następnym sezonie nie przystąpił do rozgrywek. Po roku nieobecności, w sezonie 1965/66 startował w rozgrywkach Terza Categoria Veneto (D7), awansując do Seconda Categoria Veneto. W 1968 zdobył awans do Prima Categoria Veneto, ale w 1969 spadł na rok do Seconda Categoria Veneto. W 1972 został promowany do Promozione Veneto (D5), a w 1973 do Serie D. W 1975 spadł z powrotem do Promozione. Sezon 1976/77 spędził w Prima Categoria Veneto, po czym wrócił do Promozione. W 1978 po kolejnej reorganizacji systemu lig poziom Promozione został zdegradowany do szóstego stopnia. W 1982 klub został zdegradowany do Prima Categoria Veneto, a w 1986 wrócił do Promozione. W 1989 awansował do Campionato Interregionale, a w 1992 spadł do Eccellenza Veneto (D6). W 1997 klub połączył się z AC Valdagno, po czym nazwa klubu została zmieniona na AC ThieneValdagno, a następnie startował w Campionato Nazionale Dilettanti (D5), które w 1999 przyjęło nazwę Serie D. W 2001 awansował do Serie C2, ale w 2003 dobrowolnie został zdegradowany o dwie ligi do Eccellenza Veneto. W 2004 po fuzji z klubem Gan Villaverla zmienił nazwę na AC Gan Thiene-Villaverla. W 2008 klub spadł do Promozione Veneto (D7), po czym zmienił nazwę na ACD Calcio Thiene. W sezonie 2011/12 po fuzji z Marano i Schio, nazwa klubu została zmieniona na Alto Vicentino FC.
W 2012 klub został reaktywowany z nazwą ACD Thiene Calcio 1908 i startował w rozgrywkach Terza Categoria Veneto (D10), awansując w 2013 do Seconda Categoria Veneto. Przed rozpoczęciem sezonu 2014/15 wprowadzono reformę systemy lig, wskutek czego Seconda Categoria Veneto awansowała na ósmy poziom. w 2015 roku zespół powinien był zdegradowany do Terza Categoria Veneto, ale po odkupieniu tytułu sportowego od innego klubu awansował do Prima Categoria Veneto (D7). Po zakończeniu sezonu 2016/17 zajął 14.miejsce w grupie C Prima Categoria Veneto, i po przegranych barażach został zdegradowany Seconda Categoria Veneto (D8). Potem klub skrócił nazwę do ACD Thiene.

## Barwy klubowe, strój
|  |  |

Klub ma barwy czarno-czerwone. Zawodnicy domowe spotkania zazwyczaj grają w pasiastych pionowo czarno-czerwonych koszulkach, czarnych spodenkach oraz czarnych getrach.

## Sukcesy

### Trofea międzynarodowe
Nie uczestniczył w rozgrywkach europejskich (stan na 31-05-2020).

### Trofea krajowe
| \| \| Zdobyte trofea w rozgrywkach Włoch (stan na: 31-08-2020) \| |                                                          |      |                  |
| Rozgrywki                                                         | Osiągnięcie                                              | Razy | Sezon(y)         |
| · Mistrzostwo                                                     | I miejsce                                                | 0    |                  |
| · Mistrzostwo                                                     | II miejsce                                               | 0    |                  |
| · Mistrzostwo                                                     | III miejsce                                              | 0    |                  |
| · Puchar                                                          | zdobywca                                                 | 0    |                  |
| · Puchar                                                          | finalista                                                | 0    |                  |
| II liga                                                           | I miejsce                                                | 0    |                  |
| II liga                                                           | II miejsce                                               | 0    |                  |
| II liga                                                           | III miejsce                                              | 1    | 1920/21 (Veneto) |
| Włochy                                                            | Zdobyte trofea w rozgrywkach Włoch (stan na: 31-08-2020) |      |                  |

- Terza Divisione/Seconda Divisione (D3):
  - mistrz (1x): 1922/23 (C Veneto)
  - wicemistrz (2x): 1922/23 (finale Veneto), 1925/26 (A)
  - 3.miejsce (2x): 1923/24 (Veneto), 1927/28 (E)

## Struktura klubu

### Stadion
Klub piłkarski rozgrywa swoje mecze domowe na Stadio Guido Miotto w mieście Thiene o pojemności 2 tys. widzów.

### Derby
- Hellas Verona
- L.R. Vicenza
- Calcio Schio 1905